# Zona volcànica de l'Empordà
La zona volcànica de l'Empordà està formada per una cinquantena d'afloraments basàltics i de traquites que es van crear fa uns 6-14 milions d'anys. Se situen a les comarques de l'Alt i Baix Empordà, els de major importància als voltants de la Bisbal d'Empordà, Rupià, Vilacolum i Arenys d'Empordà. Els afloraments de traquites són excepcionals per la seva composició evolucionada pel refredament de magmes durant un procés de diferenciació magmàtica. Els volcans de la zona volcànica de l'Empordà van ser els primers a formar-se del camp volcànic català, anteriors als de la Selva (7,9-1,7 Ma) i la Garrotxa (0,7-0,01 Ma).